# Les Masies de Nargó
Les Masies de Nargó – miejscowość w Hiszpanii, w Katalonii, w prowincji Lleida, w comarce Alt Urgell, w gminie Coll de Nargó.
Według danych INE z 2005 roku miejscowość zamieszkiwało 30 osób.